# Бомбо легуеро
Бомбо легуеро (ісп. Bombo legüero) — традиційний аргентинський ударний музичний інструмент, різновид великого барабана. Інструмент родом з провінції Сантьяго-дель-Естеро. Назва legüero походить від одиниці вимірювання довжини — ліги, яка дорівнює приблизно 4,8 км. Вважається, що звук барабана, на рівнині, чути на відстані ліги.
Виготовляється з порожнього, видовбаного, цільного стовбура дерева сейбо і обтягується шкурою тварин, зазвичай кози, корови, вівці або гуанако (лами). Для додання глибини звучання барабана використовується шкура хутром назовні. Барабан має схожу будову зі старовинним європейським військовим барабаном (нім. Landsknechtstrommel). Використовується аналогічне кріплення кілець шкіряними ременями для натягу двох мембран. Барабан має ремінь для носіння на плечі.
Звук видобувається двома дерев'яними паличками, які можуть мати м'які наконечники. Удари наносяться як по мембрані, так і по дерев'яній оправі. Музиканта, який спеціалізується в грі на цьому інструменті, називають bombisto.
Бомбо легуеро є важливим елементом фольклору Аргентини, будучи акомпанементом в народних танцях замба і чакарера, а також використовується в інших латиноамериканських музичних жанрах, таких як самба, сальса тощо.
Гра на бомбо легуеро використовується багатьма латиноамериканськими музикантами: Los Chalchaleros, Домінго Кура, Los Fronterizos, Карлос Ріверо, Соледад Пасторутті і Мерседес Соса.